# Haier
Haier este cea mai mare companie poducătoare de electrocasnice din China. Compania a fost înființată în anul 1984, iar produsele Haier sunt vândute în peste 100 de țări din întreaga lume. Compania vinde produse și în Statele Unite prin retailerii Wal-Mart și Home Depot. În anul 2008, Haier a întrecut Whirlpool (cel mai mare producător de electrocasnice din lume), la vânzarea de frigidere, cu 12 milioane de bucăți, ajungând la o cotă de 6,3% la nivel global.
În 2021 Haier a deschis o fabrică de frigidere la Ariceștii Rahtivani, Prahova.
Număr de angajați în 2009: 50.000
Cifra de afaceri în 2008: 17,8 miliarde USD